# Giovanni Bonello
Giovanni Bonello (Floriana, 11 giugno 1936) è un giudice maltese.

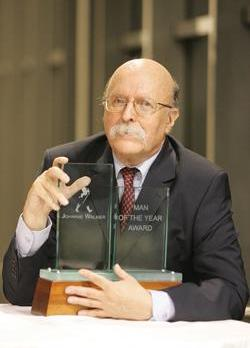
Giovanni Bonello, giudice della Corte europea dei diritti dell'uomo 1998-2010

Bonello è stato giudice della Corte europea dei diritti dell'uomo dal 1 novembre 1998 fino al 31 ottobre 2004. I nomi allora proposti dal Governo di Malta furono rigettati dall'Assemblea Parlamentare del Consiglio d'Europa, e quindi, ai termini dell'articolo 23 para. 1 3 CON della Convenzione europea dei diritti dell'uomo, il suo incarico venne prorogato fino al 19 settembre 2010. Nel 1990 fu nominato Presidente della Corte costituzionale di Malta ma rifiutó l'incarico.
Bonello è stato ritenuto un giudice "liberale". È stato probabilmente l'unico giudice della corte le cui decisioni sono state pubblicate durante il proprio termine d'ufficio. Furono il giudice Nicolas Bratza e l'autorevole giurista Michael O'Boyle a pubblicare le sue opinioni presso la Wolf Legal Publishers dei Paesi Bassi.. Le sue opinioni furono pubblicate anche nel libro When Judges Dissent, del 2008.
Bonello ha pubblicato più di 22 libri di storia.

## Onorificenze
- 2003: Medaglia d'Oro della Malta Society of Arts, Manufactures and Commerce[5]

- Compagno dell'Ordine Nazionale di Merito, Malta

- Cavaliere della Repubblica italiana

- Cavaliere del Sovrano Militare Ordine di Malta

- Insegna di Merito della Federazione Russa per alti conseguimenti

- Medaglia d'oro straordinaria della Giudicatura della Repubblica di Moldavia